# Besse Giersing
Johanne Marie Birgitte "Besse" Giersing, født Syberg (11. september 1896 i Svanninge – 28. juni 1944 i Aarhus) var en dansk maler og skuespiller, der fra 1927 til sin død var en af hovedkræfterne ved Aarhus Teater.

## Maler
Som datter af Fritz Syberg og Anna Syberg var hun døbt Johanne Marie Birgitte, men blev kendt under sin barndoms kaldenavn, Besse. Hendes tidligste malerier knytter sig til forældrenes fynbotradition med motiver hentet fra naturen eller hjemmet. Fra omkring 1916, hvor hun blev elev på Harald Giersings malerskole, skete der et skift i modernistisk retning og hun malede fortrinsvis portrætter og figurbilleder. Hun udstillede på Kunstnernes Efterårsudstilling i årene 1915 til 1918 og separat i Kunstboden i 1921 sammen med sin bror, billedhuggeren Hans Syberg. I 1917 blev Besse, efter et forhold til arkitekten Poul Henningsen, gift med Harald Giersing. Fra begyndelsen af 1920'erne helligede hun sig først og fremmest teatret.

## Skuespiller
Efter afgang fra Det Kongelige Teaters elevskole, blev Besse Giersing fra efteråret 1923 engageret af Folketeatret i København, og fra 1926 var hun også en del af Ludvig Brandstrups revytrup ”Co-Optimisterne” (dannet i 1925), hvor hun bl.a. gav Pige, træd varsomt sin første fremførelse. Hun dublerede for Bodil Ipsen på Dagmarteatret, men fik fra 1927-28 sæsonen sine første store roller på Aarhus Teater, hvor hun slog igennem med titelrollen i Henrik Ibsens Hedda Gabler. Efter Harald Giersings død i 1927 giftede hun sig i 1928 med Thomas Jensen, der året inden var udnævnt til kapelmester ved Aarhus Teater.
Overbibliotekar Emanuel Sejr opsummerede i 1950 Besse Giersings karriere på Aarhus Teater: "Kun når hun skulle fremstille skikkelser, der udløste noget i hendes eget sind, nåede hendes evner fuld udfoldelse, og der var da over hendes spil en betagende intensitet, en poetisk hengivelse af ofte sublim virkning. Eleonora i Strindbergs Paaske, Ofelia i Hamlet, Hedda Gabler i Ibsens skuespil, Indras datter i Et Drømmespil og Agnete i Brand var sådanne åndfulde præstationer, der må regnes blandt de bedste, der er ydet på Aarhus Theater, og som ingen, der så dem, vil kunne glemme."
Hun er begravet på Drigstrup Kirkegård.

## Omtale
Besse Giersing optræder i forfatteren Agnes Henningsens erindringer som "baronessen", hun er anonymiseret pga. sit selvmord. Hun fik øgenavnet baronessen i kredsen omkring Poul Henningsen, fordi hendes far Fritz Syberg tilhørte den tyske friherrelige slægt von Syberg, selvom han aldrig benyttede sin titel.Fritz Syberg blev dog af samme grund ofte kaldt 'Baronen' blandt sine venner.